# Paul N. Cyr
Paul Narcisse Cyr (* 9. September 1878 in Jeanerette, Iberia Parish, Louisiana; † 24. August 1946 ebenda) war ein US-amerikanischer Politiker. Zwischen 1928 und 1931 war er Vizegouverneur des Bundesstaates Louisiana.

## Werdegang
Paul Cyr absolvierte die Chamberlain Hunt Academy in Port Gibson im Staat Mississippi und die Louisiana State University. Nach einem anschließenden Zahnmedizinstudium am Atlanta Dental College in Georgia und seiner im Jahr 1900 erfolgten Zulassung als Zahnarzt begann er in Jeanerette in diesem Beruf zu arbeiten. Diesen übte er bis 1939 aus. In dieser Zeit war er auch Mitglied einiger zahnärztlicher Vereinigungen. Gleichzeitig engagierte sich Cyr auch im Bankgewerbe und war einer der Gründer der First National Bank in Jeanerette. In dieser Bank stieg er bis zum kommissarischen Präsidenten auf. Außerdem war er noch Direktor eines Lebensmittelunternehmens. Zeitweise war er auch als Geologe tätig. Politisch schloss er sich der Demokratischen Partei an. Er war Mitglied in deren Staatsvorstand. Viele Jahre lang gehörte er dem Schulausschuss im Iberia Parish an.
1928 wurde Cyr an der Seite von Huey Long zum Vizegouverneur von Louisiana gewählt. Dieses Amt bekleidete er zwischen 1928 und 1934. Dabei war er Stellvertreter des Gouverneurs und Vorsitzender des Staatssenats. Nachdem Long in den US-Senat gewählt worden war, entbrannte die Diskussion um dessen Nachfolge als Gouverneur. Eigentlich hätte dieses Amt Vizegouverneur Cyr zugestanden; dieser hatte sich aber inzwischen mit Long entzweit. Nach der Wahl Longs in den US-Senat hatte Cyr, noch vor dessen Amtsantritt in Washington, die Meinung vertreten, dass mit der Wahl von Long dessen Mandat als Gouverneur beendet sei, und er, Cyr, damit sofort dessen Amt übernehmen müsse. Long war darüber erbost, weil er bis zu seinem Amtsantritt als Senator als Gouverneur im Amt bleiben wollte. Mit Hilfe seines großen Einflusses in der Demokratischen Partei betrieb er nun die Absetzung Cyrs als Vizegouverneur. Er warf diesem Betrug vor und zwang ihn schließlich zum Rücktritt. Cyr und Long verband fortan eine lebenslange Feindschaft. Paul Cyr starb am 24. August 1946 in Jeanerette, wo er auch beigesetzt wurde. Sein Gegenspieler Long fiel im Jahr 1935 einem Attentat zum Opfer.